# Intelligence (tv-serie)
Intelligence er en amerikansk tv-serie, serien er skabt af Michael Seitzman, og med skuespillerne Josh Holloway, Marg Helgenberger og Meghan Ory.
Serien sendes på kanal 5

## Rolleliste
- Josh Holloway som Gabriel
- Marg Helgenberger som Lillian Strand
- Meghan Ory som Riley Neal
- Michael Rady som Chris Jameson
- James Martinez som Gonzalo "Gonzo" Rodriguez
- John Billingsley som Shenendoah Cassidy
- P.J. Byrne som Nelson Cassidy

## References
1. ↑  Nellie Andreeva (23. april 2013). "PILOT LOCATIONS: Los Angeles Makes Drama Rebound, New York Gains In Comedy, New Orleans Hot". Deadline.com. Hentet 25. marts 2014.